# Хоуп, Генри Филипп
Генри Филипп Хоуп (англ. Henry Philip Hope; 8 июня 1774 года, Амстердам, Республика Соединённых провинций — 5 декабря 1839 года, Кент, Англия, Соединённое Королевство Великобритании и Ирландии) — коллекционер голландского происхождения, проживавший в Лондоне. Он был одним из наследников банка Hope & Co., хотя сам он был не банкиром, а известным коллекционером искусства и, в частности, драгоценных камней.

## Происхождение
Был младшим сыном в семье Яна Хоупа и Филиппины Барбары ван дер Хувен, в которой были ещё два сына: Томас Хоуп и Адриан Элиас Хоуп.

## Коллекционер
Хоуп был выдающимся коллекционером драгоценных камней, включая алмаз Хоупа (синий бриллиант весом 45.52 карата (9.104 грамма) и большой жемчужины весом 1800 гран (или 90 грамм) которая до сих пор называется именем Хоупа, и благородной шпинели так же названой в его честь. Каталог его коллекции был опубликован Брэмом Герцем вскоре после его смерти.
История приобретения Хоупом голубого алмаза точно не известна. Архивы, найденные в Национальном музее естественной истории, не добавляют определённости. Возможно, Генри Филипп Хоуп приобрел французский голубой бриллиант после бегства из этой страны в 1792 году. Записи показывают, что Генри Филипп Хоуп также купил сапфир весом 137 карат, который ранее принадлежал римской семье Русполи. Этот сапфир до 2013 года путали с «Большим сапфиром» Людовика XIV, который имел тот же вес, но другую огранку (ромбовидную, а не подушечную).

## Наследство
Когда брат Хоупа, Адриан Элиас, умер в 1834 году не оставив ни жены, ни детей, Хоуп унаследовал 500 тысяч фунтов стерлингов (или 48 410 400 фунтов стерлингов в валюте 2020 года).
Французский минералог Рене Жюст Хауи в своей книге о драгоценных камнях называет Генри Филиппа Хоупа одним из самых выдающихся покровителей своего времени. После его смерти в 1839 году, коллекция Хоупа рассматривалась как «… одна из самых совершенных коллекций алмазов и драгоценных камней, которой, возможно, когда-либо обладал частный человек …»